# Atractylodes
Atractylodes – rodzaj roślin z rodziny astrowatych (Asteraceae). Obejmuje cztery gatunki. Rośliny te występują we wschodniej Azji na obszarze od Wietnamu na południu po Rosyjski Daleki Wschód na północy, włącznie z Japonią. Najbardziej zróżnicowane są w Chinach, gdzie rosną wszystkie cztery gatunki, z czego dwa są endemitami tego kraju. 

## Morfologia
PokrójByliny kłączowe.
LiścieNiepodzielone lub pierzasto podzielone, z brzegiem kolczastym, z kolcami na końcach ząbków.
KwiatyZebrane w koszyczki, pod którymi liście je wspierające są bardzo głęboko pierzasto wcinane. Dno koszyczka jest płaskie lub wypukłe i gęsto pokryte równowąskimi łuskami. Wszystkie kwiaty w koszyczkach są obupłciowe.
OwoceJajowate niełupki, nieco spłaszczone i z uciętym wierzchołkiem. Puch kielichowy ma postać pierzastych ości wyrastających w jednym rzędzie, u nasady zrośniętych w pierścień.

## Systematyka
Rodzaj z podplemienia Carlininae, plemienia Cardueae podrodziny Carduoideae w obrębie rodziny astrowatych Asteraceae.
Wykaz gatunków
- Atractylodes carlinoides (Hand.-Mazz.) Kitam.
- Atractylodes koreana (Nakai) Kitam.
- Atractylodes lancea (Thunb.) DC.
- Atractylodes macrocephala Koidz.